# Kaufda
Kaufda (Eigenschreibweise: kaufDA) ist ein deutsches Online-Portal mit Unternehmenssitz in Berlin, das standortbezogen digitalisierte Einkaufsprospekte im Internet publiziert. Das hinter dem Angebot stehende Unternehmen Bonial International GmbH beschäftigte laut Xing im November 2023 über 320 Mitarbeiter. aus 16 verschiedenen Ländern.

## Geschichte
Kaufda wurde im August 2008 in Berlin von Christian Gaiser, Thomas Frieling, Cihan Aksakal und Tim Marbach gegründet und ging im Dezember 2008 online. Bereits im Februar 2008 war das Verbraucherportal Marktjagd.de gestartet, dass ebenfalls E-Prospekte verbreitet, aber außerdem auch Einzelprodukte, beispielsweise aus dem Dauersortiment eines Einzelhändlers, digitalisiert darstellt.
Finanziert wurde das Unternehmen 2008 von StudiVZ-Gründer Michael Brehm, Onvista-Gründer Stephan Schubert und Ricardo.de-Gründer Stefan Glänzer. 2009 kamen die Otto-Beteiligungsfirma eVenture Capital Partners und T-Venture hinzu.
Kaufda konnte als Partner die Deutsche Telekom, RTL, Bild.de und Ebay gewinnen.
Anfang 2011 gab es erste Übernahmegerüchte. Unternehmen wie die Deutsche Post AG, die Otto Group und die Unternehmensgruppe Tengelmann hatten sich um eine Mehrheit an Kaufda bemüht. Am 2. März 2011 übernahm die Axel Springer AG die Mehrheit von 74,9 Prozent an Kaufda. Der geschätzte Kaufpreis lag bei circa 30 Mio. EUR bzw. 40 Mio. US-Dollar.
Im Dezember 2011 wurde die Internationalisierung des Kaufda-Konzepts unter der Marke Bonial begonnen. Inzwischen unterhält die Bonial International Group Ländergesellschaften in Deutschland unter der Marke „kaufDA“, in Frankreich als „Bonial“ und in Spanien mit der Brand „Ofertia“.
Ende November 2017 wurde das US-Geschäft namens Retale eingestellt.
Die Webseite hatte 2013 über 4,35 Millionen Nutzer in Deutschland und galt als reichweitenstärkstes Online-Prospekte-Netzwerk.

## Kontroverse
Die mediale Auseinandersetzung mit dem Unternehmen wurde zeitweise sehr emotional geführt. So wurde Kaufda 2010 als „Alptraum der Verlage“ bezeichnet, der damalige Geschäftsführer Christian Gaiser auch als „Schrecken der Verlage“, aber auch als „Startup-Held“. Das Angst-Motiv war dabei häufig Thema der Medien im Zusammenhang mit dem Unternehmen.

## Geschäftsführung
Christoph Eck-Schmidt, Francis Felice, Karsten Lehmann

## Auszeichnungen
Das Unternehmen erhielt im August 2009 den Nachwuchspreis WECONOMY-Award vom Handelsblatt und der Wissensfabrik.
Im November 2009 wurde Kaufda als eines der Top 25 Web-Unternehmen in Europa beim „Web & Mobility Summit 2009“ in Montreux, Schweiz, ausgewählt.
Ebenfalls im November 2009 wurde Kaufda vom Online-Magazin Gründerszene zum „StartUp des Jahres“ von einer Experten-Jury gewählt.
Am 28. Februar 2013 listete die Arbeitsgemeinschaft Online Forschung (AGOF) auf Platz 41 der deutschen Traffic Ranks. Damit war Kaufda das damals bestplatzierte deutsche Online-Prospekte-Portal.